# Gilbert Normand
Pour l’article homonyme, voir Normand (homonymie).
Gilbert Normand (né le 31 mars 1943 à Montmagny et mort le 1er janvier 2025) est un médecin et un homme politique municipal et fédéral du Québec.

## Biographie
Né à Montmagny dans la région de Chaudière-Appalaches, Gilbert Normand devint membre du Collège des médecins du Québec en 1970 et pratiqua le métier de docteur en médecine pendant plus de vingt-cinq ans. Il entama sa carrière politique en devenant maire de la municipalité de Montmagny en 1985, poste qu'il occupa jusqu'en 1993. Lors des élections de 1997, il devint député du Parti libéral dans la nouvelle circonscription de Bellechasse—Etchemins—Montmagny—L'Islet. Réélu en 2000, il ne se représenta pas en 2004.
Durant son passage à la Chambre des communes, il est secrétaire d'État en matière d'Argriculture, d'Agro-alimentaire et de Pêches et Océans de 1997 à 1998 ainsi que secrétaire d'État en matière de Sciences, Recherche et Développement de 1999 à 2002.
En 1994, après une mise à jour de ses connaissances médicales, il retourna à la pratique de la médecine. 
Gilbert Normand meurt le 1er janvier 2025 à l'âge de 81 ans.